# 蒙特雷國際機場
蒙特雷國際機場（西班牙語：Aeropuerto Internacional de Monterrey），正式名稱馬里亞諾·埃斯科貝多將軍國際機場（西班牙語：Aeropuerto Internacional General Mariano Escobedo），IATA代碼：MTY，國際民航組織機場代碼：MMMY，是墨西哥的一座國際機場，位於蒙特雷近郊的阿波達卡，是蒙特雷都會區的兩座主要聯外機場之一，另一座為同樣位於阿波達卡的德爾諾特國際機場。名稱來自於法墨戰爭時的墨西哥將領馬里亞諾·埃斯科貝多。蒙特雷國際機場是墨西哥廉價航空愉快空中巴士航空（Viva Aerobus）的總部所在地。

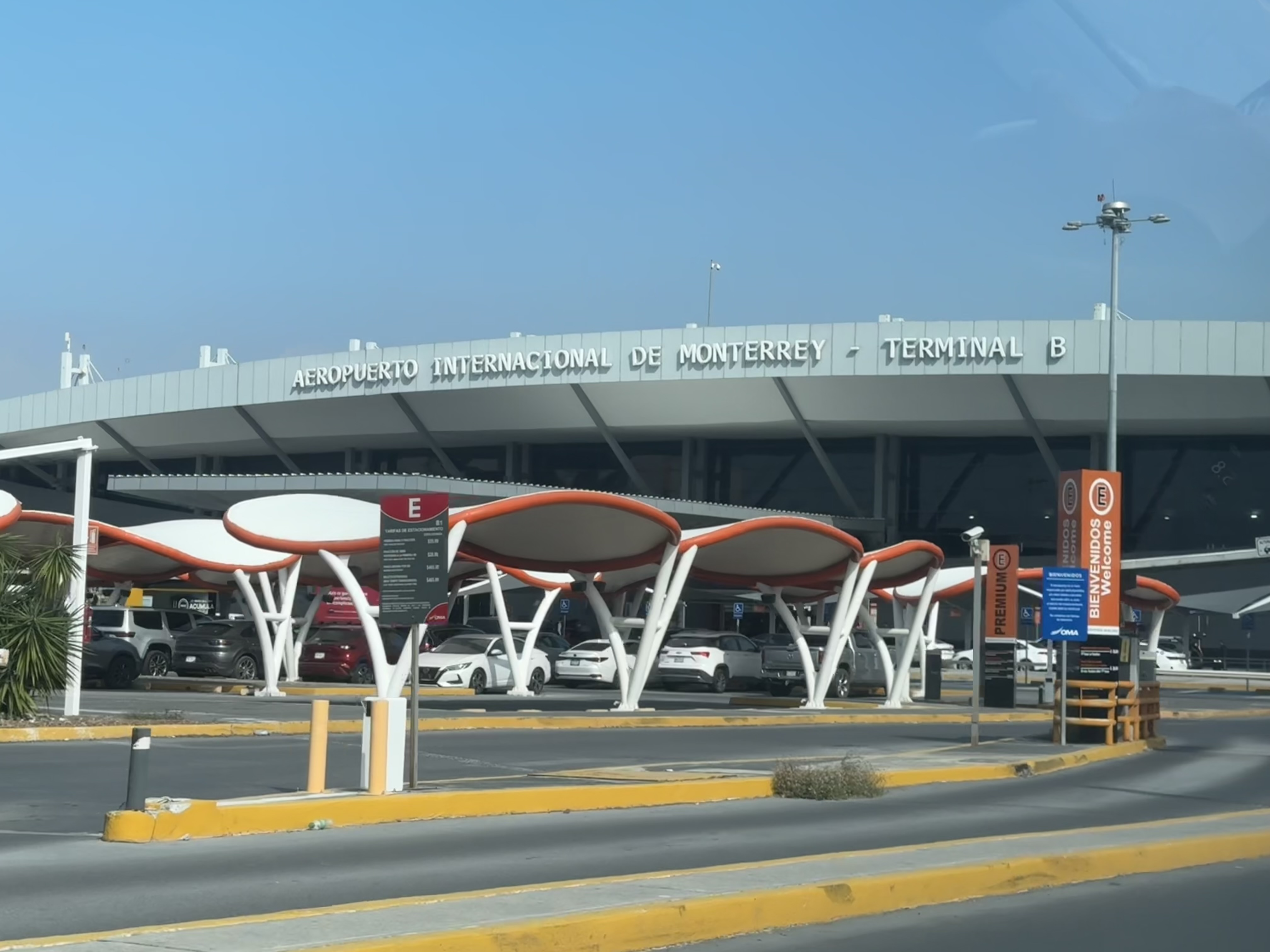
蒙特雷國際機場

蒙特雷國際機場於1970年正式完工啟用，除了愉快空中巴士航空外，亦有墨西哥航空（Aeroméxico）、沃拉里斯航空（Volaris）等航空公司進駐。蒙特雷國際機場目前是墨西哥北部最重要的國際機場，也是國內最繁忙的機場之一。2024年旅客進出人次達13,581,599人。